# Combate naval del Buceo
La batalla o combate naval del Buceo, parte de la Campaña Naval de 1814, se desarrolló entre el 14 y el 17 de mayo de 1814 y enfrentó a la flotilla española al mando del comandante del Apostadero de Montevideo, el capitán de navío Miguel de la Sierra y la escuadrilla formada por el gobierno revolucionario de Buenos Aires que comandaba Guillermo Brown. Dicha batalla se libró en el Puerto del Buceo ubicado actualmente en Montevideo, (actual Uruguay), y resultó en una victoria decisiva para el gobierno revolucionario bonaerense, que completó el cierre marítimo del sitio de Montevideo, precipitando su rendición, lo que pone punto final a la dominación española de la Provincia Oriental (actual territorio de Uruguay).

## Antecedentes

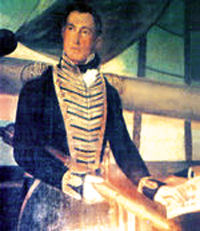
Brown (óleo de F. Goulu, 1825).

La ciudad de Montevideo se encontraba bajo sitio terrestre por los revolucionarios rioplatenses desde el 20 de octubre de 1812, por lo que las posibilidades de supervivencia de la ciudad dependían en gran parte del mantenimiento del tránsito marítimo.
La flota de guerra española que se encontraba en Montevideo, había sido siempre superior a las fuerzas navales porteñas, pero había comenzado, por entonces, a sufrir quebrantos. A excepción de la división ligera de Romarate, y del queche Hiena (que había sido recién acondicionado tras su captura por los españoles en el río Negro) no había en Montevideo una verdadera escuadra. Las unidades nominadas como corbetas eran auténticas potalas faltas de todo y peor era aún el caso de las fragatas mercantes. La mayoría de los tripulantes de la supuesta escuadra española jamás habían pisado barco alguno, teniendo que luchar contra los barcos insurgentes en su primer día de mar. 
La nueva flotilla bonaerense, organizada a merced de los esfuerzos del ministro de Hacienda, don Juan Larrea y al auxilio pecuniario del norteamericano Guillermo Pío White, cuyo jefe era el irlandés Guillermo Brown, iba en cambio creciendo en poderío y eficacia.
En el mes de marzo, Brown fracasó en el primer encuentro frente a la Isla Martín García, con el capitán español Jacinto de Romarate, pero este no pudo sacar provecho de la victoria por falta de recursos (ausencia de pólvora y balas), mientras que Brown en una maniobra audaz e inesperada volvía al ataque y, en un rápido desembarco recuperaba la isla, forzaba a la división de Romarate a internarse en el río Uruguay separándolo de la fuerza de Montevideo. Los insurgentes perdieron en este encuentro una goleta varada en la propia isla y la fragata Hércules que también varó (aunque pudo retirarse) fue duramente atacada a metralla por los buques españoles y por una batería en tierra que habían realizado desembarcando cañones. La Hércules sufrió unas 100 bajas entre muertos y heridos.
Unas gestiones de Fernando Otorgués, hicieron que las naves regentistas zarparan desde Montevideo rumbo a Soriano, por lo cual dejaban a Montevideo desprotegida ante cualquier ataque naval, lo que aprovechó Guillermo Brown para bloquear el puerto de Montevideo el 20 de abril, dejando a la plaza desabastecida tanto por tierra como por mar. Luego de eso, la escuadra regentista que se encontraba rumbo a Soriano, se enteró del bloqueo por parte de Brown, y no vaciló en volver a Montevideo, para presentar batalla a los juntistas. El 14 de mayo regresaron los regentistas al Puerto de Montevideo.

## Naves de la batalla

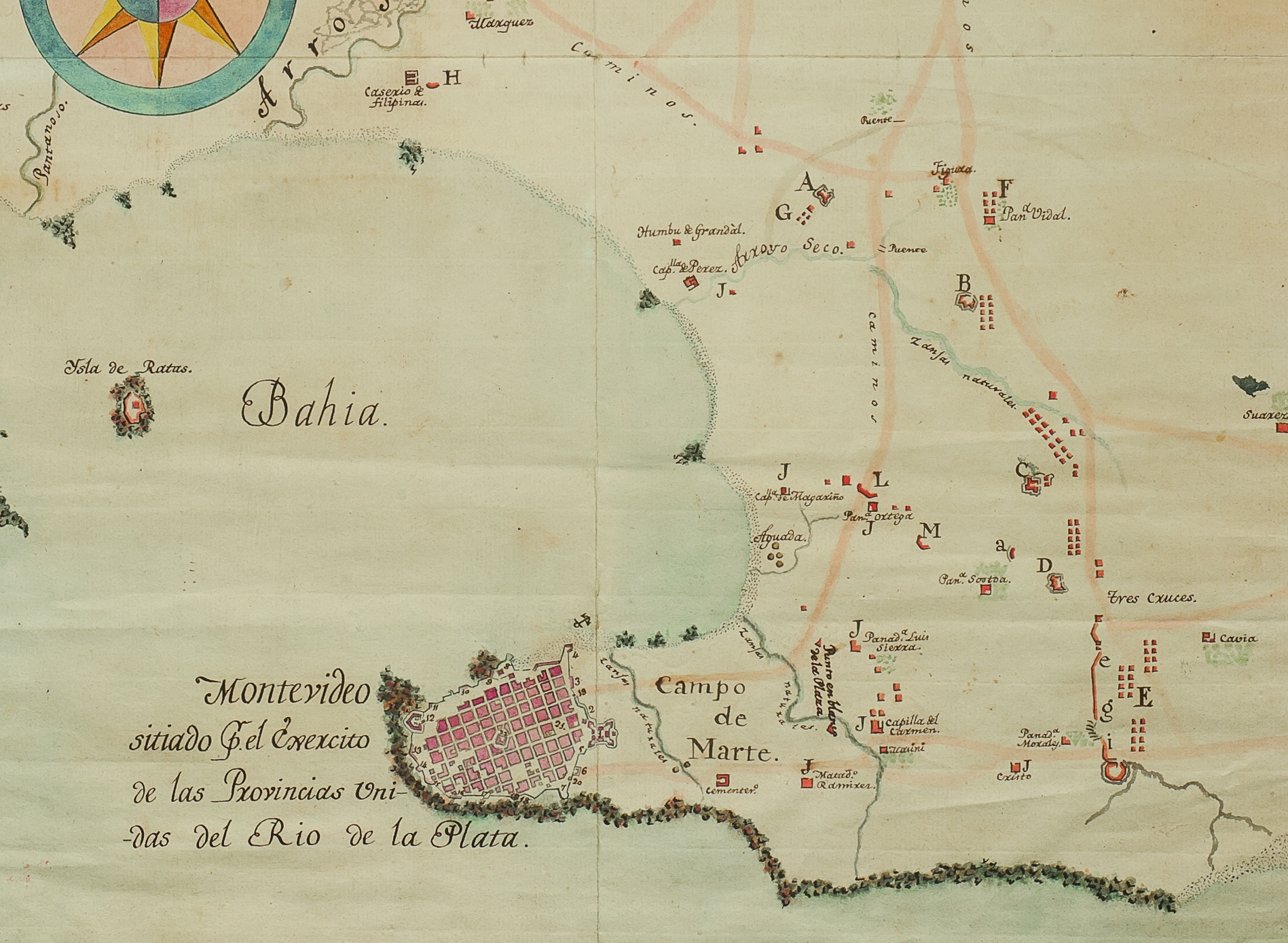
Mapa de la bahía de Montevideo.

La escuadra española contaba con 11 barcos de guerra, 155 cañones y 1.180 tripulantes; Brown tenía a su mando 8 buques, 147 cañones y 1.252 combatientes.
- Revolucionarios (Guillermo Brown) 
  - Fragata Hércules, buque insignia, 36 cañones
  - Corbeta Zephyr, 18 cañones (Santiago King)
  - Bergantín Nancy, 10 cañones (Richard Leech)
  - Goleta Juliet, 7 cañones (Guillermo MacDougall)
  - Corbeta Belfast, 18 cañones (Oliver Russell)
  - Corbeta Agreeable, 16 cañones (Antonio Lamarca)
  - Sumaca Santísima Trinidad, 12 cañones (Wack)
  - Falucho San Martín.
- Regentistas (Sierra) 
  - Queche Hyena, buque insignia, 18 cañones
  - Corbeta Mercurio, 32 cañones
  - Corbeta Neptuno, 28 cañones (capturado por el Belfast el 16 de mayo)
  - Goleta Mercedes, 20 cañones
  - Goleta Paloma, 18 cañones (capturado el 16 de mayo)
  - Bergantín San José, 16 cañones (capturado el 16 de mayo)
  - Bergantín Cisne, 12 cañones (varado, fue volado por su dotación para impedir su apresamiento)
  - Balandra Potrera (de remo y armada únicamente con un cañón).

## Transcurso de la batalla
Si bien el número de navíos era parejo, los realistas carecían desde hacía tiempo de tripulantes y oficiales bien entrenados, debiendo proceder a la leva de prisioneros, soldados o ciudadanos en general, sin ningún conocimiento marinero. En este estado el Cabildo de Montevideo era de la opinión de presentar batalla, mientras los comandantes militares en su mayoría eran contrarios, dando como justificación lo antes expuesto. Finalmente una votación decidió la salida. 
Con la ausencia de Romarate, con mucho su mejor comandante, debía tomar el mando el capitán de fragata José Primo de Rivera y Ortiz de Pinedo, responsable del Tercer bombardeo de Buenos Aires (1812), y quien no comprometiera apoyo alguno a Romarate por temor a enfrentar a Brown. No obstante Primo de Rivera dio constante parte de enfermo para excusarse por lo que el mismo Comandante del Apostadero debió hacerse cargo tanto de la instrucción como de la operación. La sitiada población de Montevideo siguió parte del combate desde las azoteas. Los revolucionarios bloqueaban el puerto de Montevideo cuando fueron atacados por los españoles.
Brown ordenó retirarse hacia el Buceo, para eludir el fuego de artillería de los sitiados, y presentó batalla, navegando hacia el Este. Brown, quien dirigió gran parte del combate herido en una pierna, por el retroceso de un cañón, consiguió capturar un bergantín y dos corbetas enemigas y forzar la huida de los restantes barcos. El 17 por la mañana entró al puerto de Montevideo, en precipitada fuga, la corbeta Mercurio, perseguida por el buque insignia de Brown, el Hércules. Según explica Brown, la escuadra que zarpó del puerto montevideano era superior a la suya, y por ello se propuso “no empeñar inmediatamente la acción, sino darla a una distancia regular de Montevideo”. Lo consiguió con muy pocas pérdidas por medio de “un falso ataque que sostuvo principalmente la fragata Hércules”. Luego Miguel de la Sierra (jefe del apostadero), prevalecido de pequeñas ventajas iniciales, hizo rumbo al Este, y “como por la tarde cambiase el viento, me hallé en proposición de cortarle su retirada a la que se manifiesta muy inclinado”. “El queche Hiena, que estaba a la cabeza de la escuadra estuvo al tiro de fusil de la -fragata- Hércules, mas aprovechándose de su mando, después de haber recibido dos andadas a metralla de bala, se largó y separó de sus compañeros. En él se descubrirá el distintivo del Jefe, y no obstante eso, se complacía en huir”.
En efecto, Sierra abandonó el orden de batalla. En declaraciones posteriores durante el juicio militar seguido en España a los marinos (exceptuado Romarate, en otro escenario de guerra, y que no estuvo en el combate), la defensa del capitán de navío José de Posadas, segundo de Sierra, en los hechos del Buceo, indica que él abandonó al Hiena por no haber entendido las señales del insignia, para que el resto de la escuadra siguiera su estela al sur del banco Inglés, rompiendo contacto con el enemigo. Efectivamente, los realistas carecían, entre otras muchas cosas, de un sistema de señales de marina, y de marinería experimentada, con el resultado de una ineficaz dirección táctica, por lo que la orden de retirada de Sierra no comprendida por su flota. El tribunal rehabilitó a Miguel de la Sierra.

## Conclusión
La batalla culminó con 500 realistas capturados, más los muertos en batalla y 2 barcos quemados más los 3 capturados. La victoria de Buceo dejó a la ciudad asediada de Montevideo totalmente aislada, y sin posibilidades de abastecerse. La rendición era inevitable.